# 메디나주
메디나주(아랍어: المدينة)는 사우디아라비아 서부에 위치한 주로, 홍해 연안에 자리잡고 있다. 주도는 이슬람교의 성지 가운데 하나인 메디나이며 면적은 151,990km2, 인구는 1,512,724명(2004년 기준)이다.